# Habsburg Katalin lengyel királyné

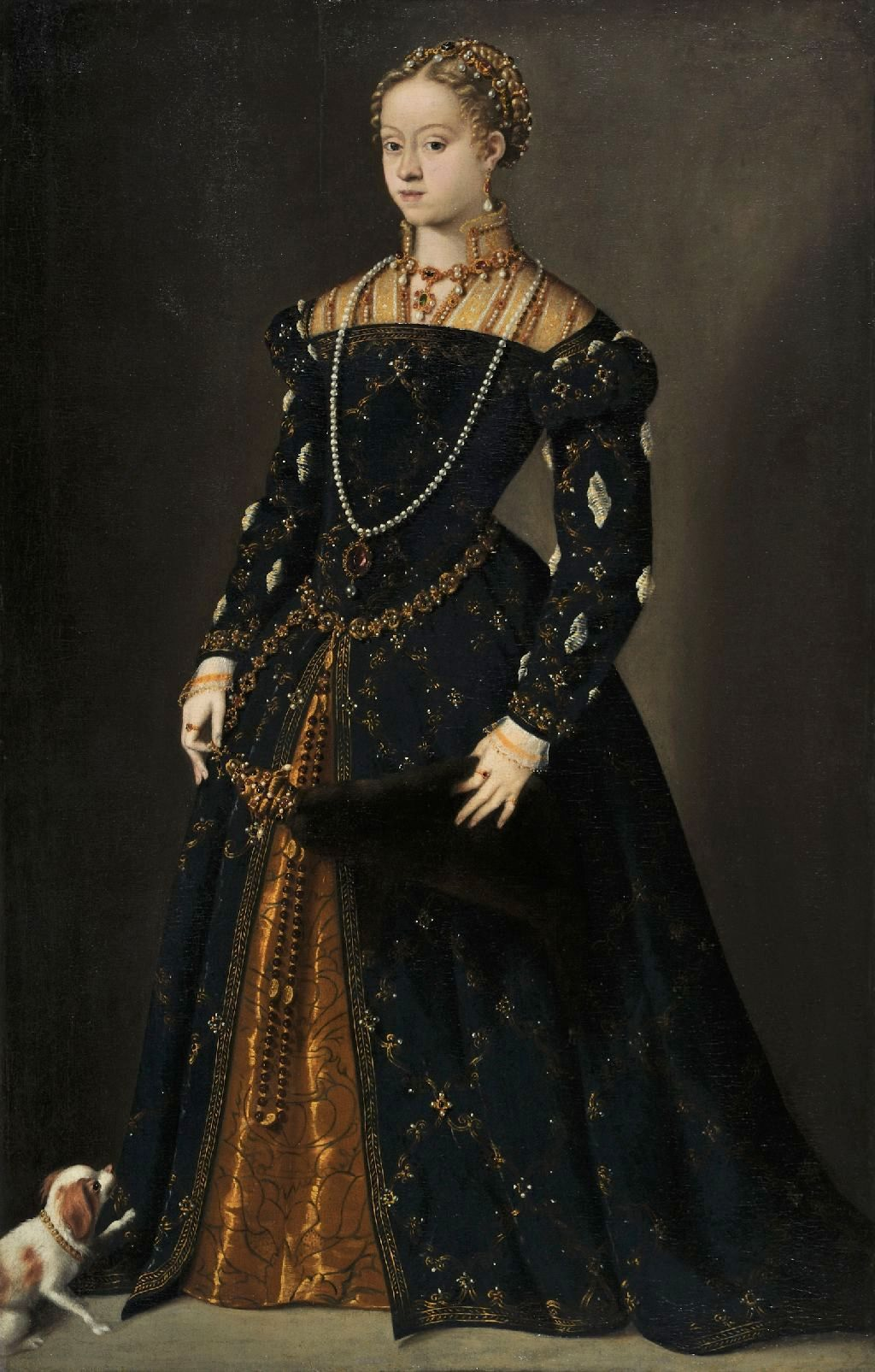
Katalin főhercegnő Tiziano Vecellio 1548 körüli munkáján

Habsburg Katalin (németül Katharina von Österreich, lengyelül Katarzyna Habsburżanka; Innsbruck, 1533. szeptember 15. – Linz, 1572. február 28.) Habsburg főhercegnő, a Habsburg-ház osztrák ágának sarja, mantovai hercegné, majd Lengyelország királynéja és Litvánia nagyfejedelemnéje.

## Élete
1533. szeptember 15-én született I. Ferdinánd német-római császár és Jagelló Anna leányaként Innsbruckban, ott is nevelkedett. 16 évesen, 1549. október 22-én Mantovában férjhez ment Francesco III. Gonzaga mantovai herceghez, de már néhány hónappal a házasságkötés után, 1550. február 22-én özvegyen maradt.
Három évvel később, 1553. július 31-én Krakkóban másodszor is férjhez ment: II. Zsigmond Ágost lengyel királlyal kötött házasságot, akinek első felesége, az 1545-ben elhunyt Habsburg Erzsébet szintén I. Ferdinánd egyik leánya volt.
II. Zsigmond Ágost és Katalin házassága kezdettől fogva boldogtalan és rideg volt. A Habsburg főhercegnő epilepsziában szenvedett, és 1558-ra nyilvánvalóvá vált, hogy nem képes gyermeket szülni a királynak. Zsigmond ezért, mivel már ez volt a harmadik gyermektelen házassága, 1559-től a válást sürgette. 1562–1563 telén Zsigmond végtére is különvált feleségétől, aki ezután három évet még Krakkóban töltött, majd 1566 őszén elhagyta Lengyelországot, és Linzbe tért vissza, ott élt haláláig. A házasságot azonban soha nem bontották fel hivatalosan.
Katalin 1572. február 28-án halt meg Linzben. Mindkét házassága gyermektelen maradt. Férje alig néhány hónappal élte őt túl, 1572. július 7-én hunyt el a lengyelországi Knyszynben. 1614-ben a linzi Szent Flórián kolostorban (Stift Sankt Florian) helyezték örök nyugalomra.

## Származása
| Ausztriai Katalin (Innsbruck, 1533. szept. 15.– Linz, 1572. február 28.) lengyel királyné | Apja: I. Ferdinánd (Alcalá, 1540. június 3.– Bécs, 1564. július 25.) német-római császár | Apai nagyapja: Szép Fülöp (Brugge, 1478. július 22.– Burgos, 1506. szeptember 25.) burgundiai uralkodó herceg | Apai nagyapai dédapja: I. Miksa (1459. március 22.–1519. január 12.) német-római császár                  |
| Ausztriai Katalin (Innsbruck, 1533. szept. 15.– Linz, 1572. február 28.) lengyel királyné | Apja: I. Ferdinánd (Alcalá, 1540. június 3.– Bécs, 1564. július 25.) német-római császár | Apai nagyapja: Szép Fülöp (Brugge, 1478. július 22.– Burgos, 1506. szeptember 25.) burgundiai uralkodó herceg | Apai nagyapai dédanyja: Burgundi Mária (1457. február 13.–1482. március 27.) burgundiai uralkodó hercegnő |
| Ausztriai Katalin (Innsbruck, 1533. szept. 15.– Linz, 1572. február 28.) lengyel királyné | Apja: I. Ferdinánd (Alcalá, 1540. június 3.– Bécs, 1564. július 25.) német-római császár | Apai nagyanyja: Őrült Johanna (Toledo, 1479. november 6.– Tordesillas, 1555. április 12.) kasztíliai királynő | Apai nagyanyai dédapja: Katolikus Ferdinánd (1452. március 10.–1516. január 25.) aragóniai király         |
| Ausztriai Katalin (Innsbruck, 1533. szept. 15.– Linz, 1572. február 28.) lengyel királyné | Apja: I. Ferdinánd (Alcalá, 1540. június 3.– Bécs, 1564. július 25.) német-római császár | Apai nagyanyja: Őrült Johanna (Toledo, 1479. november 6.– Tordesillas, 1555. április 12.) kasztíliai királynő | Apai nagyanyai dédanyja: Katolikus Izabella (1451. április 22.–1504. november 26.) kasztíliai királynő    |
| Ausztriai Katalin (Innsbruck, 1533. szept. 15.– Linz, 1572. február 28.) lengyel királyné | Anyja: Magyarországi Anna (Buda, 1503. július 23.– Prága, 1547. január 27.)              | Anyai nagyapja: Dobzse László (Krakkó, 1456. március 1.– Buda, 1516. március 13.) magyar és cseh király       | Anyai nagyapai dédapja: IV. Kázmér (1427. november 30.–1492. június 7.) lengyel király                    |
| Ausztriai Katalin (Innsbruck, 1533. szept. 15.– Linz, 1572. február 28.) lengyel királyné | Anyja: Magyarországi Anna (Buda, 1503. július 23.– Prága, 1547. január 27.)              | Anyai nagyapja: Dobzse László (Krakkó, 1456. március 1.– Buda, 1516. március 13.) magyar és cseh király       | Anyai nagyapai dédanyja: Ausztriai Erzsébet (1437 körül –1505. augusztus 30.)                             |
| Ausztriai Katalin (Innsbruck, 1533. szept. 15.– Linz, 1572. február 28.) lengyel királyné | Anyja: Magyarországi Anna (Buda, 1503. július 23.– Prága, 1547. január 27.)              | Anyai nagyanyja: Anne de Foix-Candale (1484 körül – Buda, 1506. július 26.)                                   | Anyai nagyanyai dédapja: Gaston de Foix-Candale (1448 körül –1500. március 25. után) candale-i gróf       |
| Ausztriai Katalin (Innsbruck, 1533. szept. 15.– Linz, 1572. február 28.) lengyel királyné | Anyja: Magyarországi Anna (Buda, 1503. július 23.– Prága, 1547. január 27.)              | Anyai nagyanyja: Anne de Foix-Candale (1484 körül – Buda, 1506. július 26.)                                   | Anyai nagyanyai dédanyja: Catherine de Grailly (1455 körül –1494 előtt)                                   |

## Külső hivatkozások
- Habsburg-dinasztia Archiválva 2012. július 16-i dátummal a Wayback Machine-ben

| Előző Radziwiłł Barbara | Lengyelország királynéja 1553 – 1572 | Következő Jagelló Anna |

| Előző Radziwiłł Barbara | Litvánia nagyhercegnéje 1553 – 1572 | Következő Jagelló Anna |